# Josefine Klee-Helmdach
Josefine Klee-Helmdach (* 26. Januar 1903 in Frankfurt am Main; † 2. Oktober 1994 ebenda), geborene Klee, war eine deutsche Hörfunk-Redakteurin, Hörspiel-Sprecherin, Regisseurin, Theater- und Fernseh-Schauspielerin.

## Werdegang

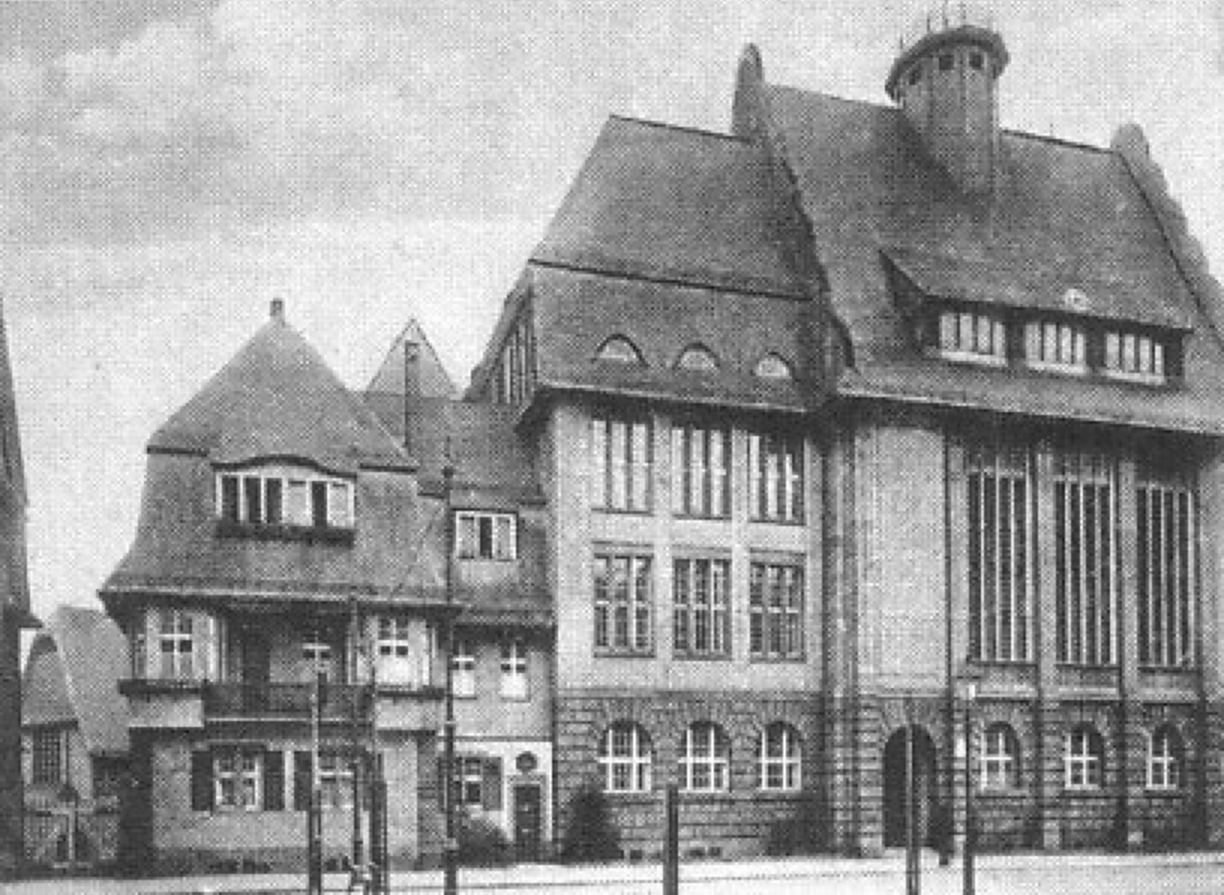
Die Schillerschule, eine Höhere Töchterschule (Lyzeum) in Frankfurt am Main, im Jahr 1908

Josefine Klee besuchte die Schillerschule in Frankfurts Stadtteil Sachsenhausen, seinerzeit eine Höhere Töchterschule, die den Mädchen ab 1911 auch ein Abitur ermöglichte und 1914/15 zur Ausbildungsschule wurde.
Klee-Helmdach besuchte die Schauspielschule in Frankfurt am Main. Sie hatte anschließend als Theaterschauspielerin Bühnenengagements am Stadttheater Essen, am Stadttheater Königsberg, in München, am Altonaer Stadttheater und in Leipzig.
Nach dem Zweiten Weltkrieg wurden vom Nationalsozialismus unbelastete Mitarbeiter für den Rundfunk gesucht. US-Kontrolloffizier und Zensor Golo Mann, verantwortlich für die Personalauswahl und Programmgestaltung bei Radio Frankfurt, stieß auf Klee-Helmdach. Ab März 1946 war die 43-jährige für den Kinderfunk des im Vorjahr von den US-Amerikanern gegründeten Senders und des 1948/49 daraus entstandenen Hessischen Rundfunks tätig, den sie für 22 Jahre bis 1968 leitete. Zunächst in dem nach Zerstörung durch Bombardement notdürftig wiederhergestellten alten Funkhaus in der Eschersheimer Landstraße angesiedelt, zog sie ab 1. Juni 1951 mit in das neue Funkhaus am Dornbusch an der Bertramstraße bzw. Bertramswiese. Die Kinderfunk-Sendungen wurden in den Studios des umgewidmeten so genannten Rundbaus produziert, der ursprünglich als Sitz des Deutschen Bundestages vorgesehen war, wäre Frankfurt am Main Bundeshauptstadt geworden. Zeitgleich mit der Einführung seines zweiten Hörfunkprogramms (heute: hr2) am 15. Oktober 1950 erhielt dort der Kinderfunk tägliche Sendezeit, immer fünf Minuten vor den 19-Uhr-Nachrichten.

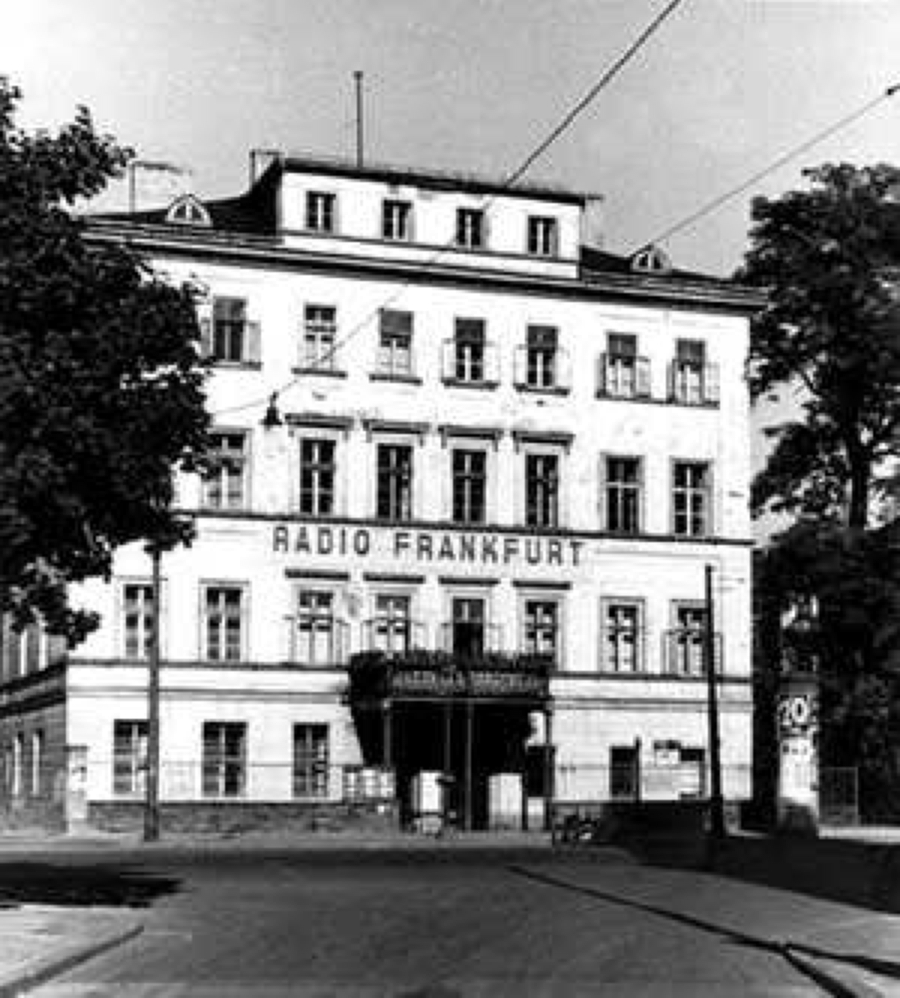
1946: Radio Frankfurt in der Eschersheimer Landstraße

Klee-Helmdach erlebte mit, als Eberhard Beckmann am 1. Juni 1946 von den US-Amerikanern zum ersten deutschen Nachkriegsintendanten von Radio Frankfurt ernannt wurde. Sie war ebenfalls dabei, als Beckmann am 18. Januar 1949 aus den Händen von General Lucius D. Clay die Sendelizenz für den Hessischen Rundfunk erhielt und als der US-Kontrolloffizier Robert H. Lochner am 24. Mai 1949 verabschiedet wurde. Ein wichtiger Meilenstein war auch die am 11. November 1950 beschlossene und per 1. Januar 1952 realisierte Einrichtung des Lautarchivs des Deutschen Rundfunks (heute: Deutsches Rundfunkarchiv), das beim Hessischen Rundfunk auf dem Gelände des Funkhauses am Dornbusch in Frankfurt angesiedelt wurde. Dieses ermöglichte es durch Zustiftungen anderer Sender, bei Kinderhörspielen mehr und mehr auf Ton- und Geräuschaufnahmen zurückgreifen zu können, ohne diese in jedem einzelnen Fall durch einen versierten Geräuschemacher relativ aufwendig nachahmen lassen zu müssen.

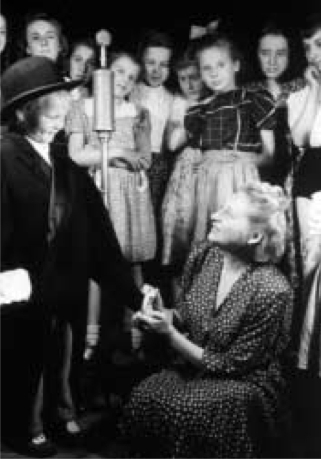
„Tante Jo und ihre kleine Bande“ vor dem Studiomikrofon, rechts vorne hockend Josefine Klee-Helmdach

Vom Office of Military Government for Germany (U.S.) (OMGUS) anfänglich als Instrument der Reeducation betrachtet, wurden der hessische Kinderfunk und Klee-Helmdach insbesondere durch die wöchentliche Sendung „Tante Jo und ihre kleine Bande“, jeweils sonntags um 14:00 Uhr, an der sie als „Tante Jo“ stets mit einer Gruppe von wechselnden Kindern nebst „Onkel Wullewatz“ maßgeblich mitwirkte, über viele Jahre und für sehr viele Kinder von Frankfurt am Main, in Hessen und angrenzenden Empfangsgebieten zu einer Institution, an die sich die Nachkriegsgeneration noch heute lebhaft erinnert.

„Heiter sind wir, immer froh, wir und uns’re Tante Jo! – Wer Radio hört im Hessenlande, der kennt auch uns, die kleine Bande. –
Hat's euch gefallen, liebe Kinderlein, dann schaltet nächsten Sonntag wieder ein!“

In der zweiten Hälfte der 1940er Jahre war der Rundfunk das wichtigste Informations- und Unterhaltungsmedium der deutschen Bevölkerung, auch der Kinder und Jugendlichen. Bis etwa zum Alter von 14 Jahren lauschten die Hörer, sowie auch viele Erwachsene, den Sendungen, in denen „Tante Jo“ ihre „kleine Bande“ belehrte. In den 1950er Jahren avancierte der Rundfunk (gemeint: der Hörfunk) zum Kultmedium, jedes zweite Kind unter 14 Jahren hörte fast täglich Kindersendungen.
So erklären sich Klee-Helmdachs Bedeutung und Bekanntheitsgrad. „Tante Jo und ihre kleine Bande“ war zu dieser Zeit das Gegenstück zu Berlins „Onkel Tobias“ vom RIAS (Fritz Genschow) oder zu „Onkel Eduard“ vom NWDR bzw. dem späteren NDR (Eduard Marks). Die Hochphase des Hörfunks dauerte bis in die 1960er Jahre an, als das Fernsehen zunehmend Verbreitung fand und viele Funktionen übernahm.
Im Kollegenkreis erfreute sich Klee-Helmdach eines guten Rufes. Die Leiterin des Frauenfunks von Radio Frankfurt, die dort ebenfalls 1946 anfing, Dr. med. Gabriele Strecker, bezeichnete sie als „die immer liebenswürdige Leiterin des Kinderfunks, viel zu beschäftigt... “
Klee-Helmdach war außerhalb des Funkhauses an zahlreichen Veranstaltungen beteiligt, teils mit ihrer „kleinen Bande“, beispielsweise vor Kindervorführungen in Frankfurter Filmtheatern (u. a. im Metro im Schwan im Steinweg) oder mit dem Kinderchor des hr.
Bei einer Reihe von Hörfunkproduktionen und Hörspielen führte sie Regie. Für den hr übernahm sie 1961 die Regie der Hörspielfassung des Kinderbuchs „Die kleine Hexe“ von Otfried Preußler.
Klee-Helmdach war in Hessen eine der Protagonisten, die das Radioprogramm in seiner Blütezeit prägten, neben Peter Frankenfeld, Otto Höpfner, Hans-Joachim Kulenkampff oder Heinz Schenk, die in den 1950er Jahren für das Hörfunkprogramm des hr standen. Auch die bekannte Serie „Die Hesselbachs“ von und mit Wolf Schmidt startete dort als Hörspiel mit insgesamt 77 Folgen bis 1956. Klee-Helmdachs Kontakt zu Liesel Christ und Lia Wöhr ergab sich daher zwangsläufig. Sie trat nach 1971 wiederholt als Partnerin von Liesel Christ an deren Frankfurter Volkstheater auf.
Nach ihrer Zeit beim Kinderfunk war Klee-Helmdach an weiteren Hörspielproduktionen, Theateraufführungen und bei Fernsehsendungen und -serien beteiligt.
Auch im hohen Alter war Josefine Klee-Helmdach noch vollständig über die aktuellen Interessen und Themen von Kindern und Jugendlichen orientiert und konnte mit dieser Altersgruppe in einer Weise kommunizieren, die den seit ihrer Zeit beim hr-Kinderfunk noch größer gewordenen Altersunterschied kaum spürbar werden ließ.
Sie verstarb 91-jährig in der Medizinisch-Geriatrischen Klinik des Diakonissen-Krankenhauses im Frankfurter Stadtteil Nordend und wurde auf dem Frankfurter Hauptfriedhof beigesetzt.

## Hörfunk (Auszug)
- Tante Jo und ihre kleine Bande
- Zauberei auf dem Sender von Hans Flesch, als Märchentante, u. a. mit Fred Metzler – Hessischer Rundfunk, 1962 (Wiederaufnahme des verschollenen Original-Hörspiels von Radio Frankfurt aus dem Jahr 1924)
- Die Geschichte einer Reise von Deutschland nach Deutschland – Hessischer Rundfunk, 1966
- Die Pickwickier, als Vorsteherin, u. a. mit Peter Fitz, Uwe Friedrichsen, Martin Held, Rüdiger Lichti, Maria Madlen Madsen, Elisabeth Wiedemann – Hessischer Rundfunk/Westdeutscher Rundfunk, 1969[18]
- Aktion Abendsonne, als Frau Niebelschütz, u. a. mit Jochen Busse, Ernst Stankovski, Alice Treff – Hessischer Rundfunk, 1977
- Besuch von außerhalb, als Dame, u. a. mit Elmar Gunsch, Ralf Schermuly, Friedrich Schoenfelder – Hessischer Rundfunk/Radio Bremen, 1984
- Stauwehr – Über Liebe, Realität und Phantasie, als Ältere Frau, u. a. mit Michael Mendl – Westdeutscher Rundfunk, 1984

## Fernsehen
- Die Kandidatin (1975), als Maria, pensionierte Lehrerin, u. a. mit Liesel Christ, Heinz Werner Kraehkamp, Günter Strack, Erich Walther – Hessischer Rundfunk
- Der Führerschein (1978), Fernsehfilm, Nebenrolle als Nachbarin, u. a. mit Witta Pohl, Klaus Herm, Theo Ennisch – Hessischer Rundfunk
- Der Urlaub, Fernsehfilm, Nebenrolle als Nachbarin, u. a. mit Witta Pohl, Klaus Herm, Theo Ennisch – Hessischer Rundfunk
- Tod eines Schülers (1981), als Fräulein Kugler, u. a. mit Hans Helmut Dickow, Karl-Heinz Hess, Günter Strack, Till Topf, Lieselotte Quilling – Elan-Film Gierke & Company
- Tod eines Schülers – Die Freundin (1981), Staffel 1, Folge 5, als Fräulein Kugler
- Unheimliche Geschichten – Die fremde Macht (1982), Fernsehserie, Folge 6
- Empfänger unbekannt (1983), u. a. mit Dieter Schaad, Manfred Zapatka
- Dibbegass Nummer Deckel (1983), als Berthel, u. a. mit Kurt Buecheler, Karl-Heinz Hess, Richard Münch
- Bei Mudder Liesl (1984), TV-Serie, u. a. mit Kurt Buecheler, Liesel Christ, Til Erwig, Alexander Hegarth, Pit Krüger, Egon Reimers[19]

## Theater (Auszug)
- Schwank Alt-Frankfurt von Adolf Stoltze, (als Frau Muffel), u. a. mit Liesel Christ, Erich Walther

## Werke (Auszug)
- Lok 1414 geht auf Urlaub. Aufnahme von 1952. DAV. Berlin 2010. ISBN 978-3-89813-933-5 MP3-Download
- Frierefritz, als Frau Kälte, Produktion Hessischer Rundfunk und Junior-Film GmbH, 1976. Regie Petra Baum, Musik Alois Ickstadt. Ariola 662734
- Ich und meine Schwester Klara, als Tante Flora. Autor Dimiter Inkiow. Regie Petra Baum, Musik Alois Ickstadt. Ariola 26280 XAW
- Jim Knopf und Lukas der Lokomotivführer – Folge 3: Von Kummerland nach Lummerland Phonogram 1971, Regie: Michael Ende
- Der Struwwelpeter. Beliebte Kinderlieder zum Mitsingen. Polyband 7035
- Struwwelpeter-Kantate für Kinder. Musik Kurt Hessenberg. Polyband CS 1255-6
- Die kleine Bande im Hessischen Rundfunk. hrMedia. Frankfurt am Main 1999

## Freundeskreis ehemaliger Funkkinder
1983, aus Anlass des 80. Geburtstages von Josefine Klee-Helmdach, hatte sich die Funkkinder- und Purzelgruppe zusammengefunden, um sich auch im Erwachsenenalter an die Zeit ihrer gemeinsamen Auftritte beim Kinderfunk zu erinnern. Diese Treffen fanden auch danach regelmäßig statt.